# Restjugoslavien

Jugoslaviens sönderfall

Restjugoslavien kallades det återstående Jugoslavien, med Belgrad som huvudstad, åren 1992–1995, då många länder inte hade några diplomatiska förbindelser med Jugoslavien. Ibland används termen om landet ända fram till den 4 februari 2003, då statsförbundet Serbien och Montenegro bildades eller fram till det upplöstes den 5 juni 2006. 
Internetdomänen .yu från 1989 upphörde i månadsskiftet mars-april 2010.

### Fotnoter
1. ↑  ”Captustidning”. Jugoslavien begravs. Vecka 21 2006. Arkiverad från originalet den 18 augusti 2010. https://web.archive.org/web/20100818020403/http://www.captustidning.se/index_magazine.php?page=article&id=298. Läst 9 augusti 2011.
2. ↑  Esbjörn Sandin (3 april 2010). ”Jugoslavien har upphört – på nätet”. Dagens nyheter. http://www.dn.se/nyheter/varlden/jugoslavien-har-upphort-pa-natet/. Läst 9 augusti 2011.